# Gare de Martigny
Pour les articles homonymes, voir Gare de Martigny (France).
La gare de Martigny est une gare ferroviaire suisse située à Martigny en Valais sur la ligne du Simplon.

## Histoire
À l'époque où les lignes ferroviaires valaisannes ont été mises en service, les gares n'étaient pas encore construites. La Ligne St-Gingolph–Bouveret–Monthey–St-Maurice  - Martigny a été ouverte à l'exploitation, le 14 juillet 1859, la liaison avec Sion a été réalisée le 14 mai 1860. La première station provisoire fut édifiée en 1859, près de l'avenue du Simplon. Ce n'est qu'en 1888 que la gare définitive a été construite dans l'axe de la Place Centrale et une avenue de la Gare est alors tracée vers la ville.
Avec l'arrivée du chemin de fer, c'est également la venue des touristes anglais émerveillés par la beauté sauvage des Alpes. Il faut agrandir la gare et un projet est adopté en 1909. C'est l'architecte montreusien L. Villard qui réorganise la nouvelle gare. En 1914, une nouvelle halle aux marchandises remplace la précédente. Dès 1915, une suite de transformations (1950, 1972, 1973, 1994) ne laissera plus au bâtiment que ses façades d'origine.

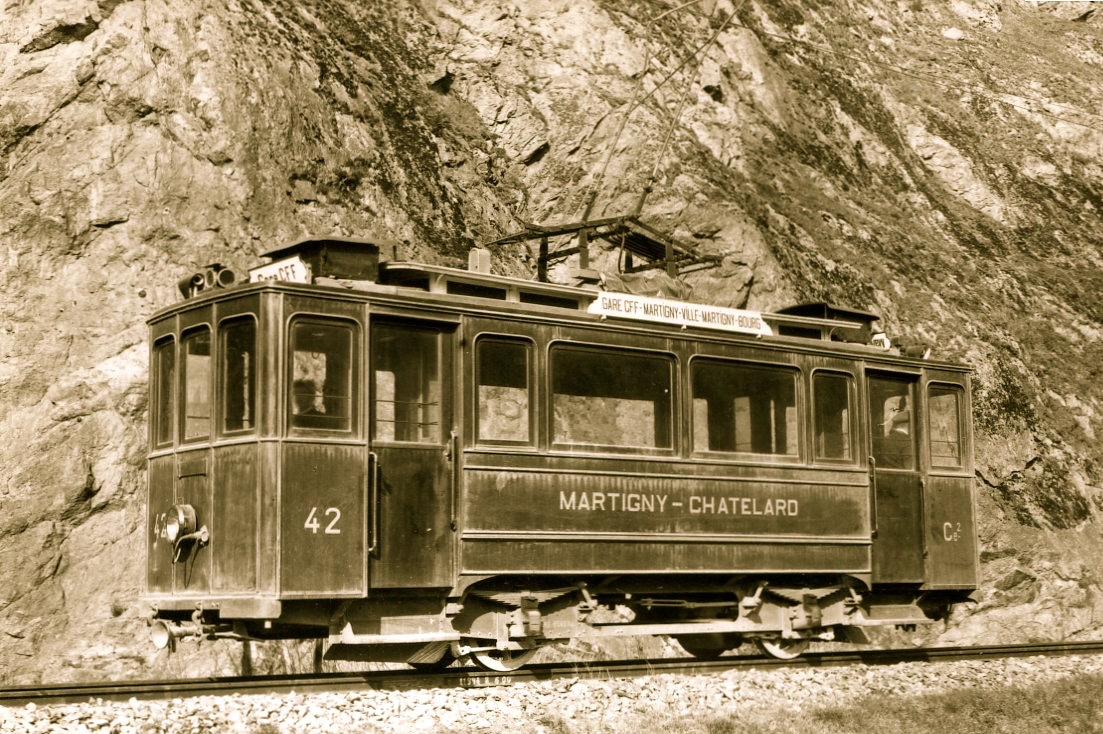
Le tramway Ce 2/2 de Martigny-Ville à Martigny-Bourg

Le 24 octobre 1906, une liaison par tramway de Martigny-Bourg - Martigny-gare entrera en service et elle fonctionnera jusqu'au 31 décembre 1956. Cette ligne a appartenu à la compagnie du Chemin de fer Martigny-Chatelard jusqu'au 1er février 1930.
En 2013, les CFF décident d'entreprendre d'importants travaux de réaménagement de la gare, pour plus de confort et de services. Le bâtiment construit en 1909,bénéficie également d'une rénovation complète et de nouveaux commerces sont ouverts en gare. La fin des travaux date de juin 2014. Les coûts du projet se montent à 2,7 millions de francs avec une inauguration le 18 juin 2014.
Entre janvier 2020 et fin 2023, après plus de trois ans de travaux très intensifs, les CFF inaugurent le 11 octobre 2023, avec les autorités cantonales valaisannes et communales, la gare modernisée de Martigny. Les travaux ont eu pour but de réhausser les quais à la hauteur standard de 55 centimètres pour permettre un accès libre de marche aux trains, notamment pour les personnes à mobilité réduite et pour répondre à la loi fédérale pour les personnes handicapées(Lhand). Ces travaux ont permis aussi de rallonger les quais à 420 mètres pour pouvoir accueillir des trains plus longs et donc plus capacitaires, de 400 mètres de long à l'avenir, notamment les trains à deux étages. Les accès aux quais ont été totalement transformés et modernisés. Par exemple, avec l'ajout d'un tout nouveau passage sous-voies en juin 2023, du côté "Sion", plus large et plus grand que l'ancien a été posé ce qui permet de donner un accès direct depuis le quai central aux trains TMR en direction du Châble et Orsières. Quant à l'ancien passage sous-voies, celui-ci a été gardé en fonction tel quel. Ces deux ouvrages permettent donc d'améliorer fortement les flux de passagers dans la gare. Deux nouvelles marquises (toits sur les quais qui abritent les voyageurs des précipitations) ont été installées sur le quai 1 et le quai central. De nouveaux panneaux d'affichage modernes et de nouveaux luminaires complètent l'installation. De plus, toutes les voies, lignes de contact et l'infrastructure ferroviaire ont été complètement renouvelées dans toute la gare.
Le coût total du projet de la modernisation et transformation de la gare de Martigny s'élève à 65 millions de francs suisses.
Environ 200 trains passent par la gare de Martigny chaque jour et plus de 9'500 voyageurs y prennent le train quotidiennement.
Lors du changement d'horaire de décembre 2019, les CFF ont mis en place une liaison ferroviaire directe entre Genève-Aéroport et la gare du Châble baptisée « Verbier Express ». Cette liaison circule à hauteur d'un aller-retour par jour les week-ends et certains jours fériés en hiver. À l'aller, le train pour le Châble est couplé de Genève-Aéroport à Martigny à un train assurant un service InterRegio 90 de Genève-Aéroport à Brigue. Au retour, le train circule à partir de Saint-Maurice dans le même sillon horaire que le train RegioExpress,,.
Un train spécial baptisé « VosAlpes Express » a été mis en service le 15 janvier 2022 afin d'assurer certains weeks-ends d'hiver, jusqu'au 27 mars 2022, un aller-retour par jour de Fribourg au Châble. L'aller est direct tandis que le retour circule au départ de la gare de Bex, en correspondance avec le train « Verbier Express » en provenance du Châble qui dessert également Martigny,,.
Dès le dimanche 15 décembre 2024, soit pour le nouvel horaire 2025, les CFF prolongeront une fois par heure les trains RegioExpress jusqu'à Martigny qui sera leur terminus. Ces trains circulent déjà actuellement entre Annemasse et Vevey (-St-Maurice). La gare de Martigny bénéficiera alors de trois trains grandes lignes toutes les heures en direction de l'Arc lémanique.

## Service des voyageurs

### Accueil
Dès 2014, les guichets CFF sont réaménagés avec des services CFF, de la vente de billets au bureau de change en passant par les offres de voyages. De nouveaux commerces font leur entrée en gare, comme l'enseigne "Migrolino" et "Subway". Le kiosque de la gare a été agrandi. D'autre part, une nouvelle salle d’attente et de nouveaux WC publics sont installés dans le bâtiment.

### Desserte
La gare de Martigny constitue le point de correspondance entre le Mont-Blanc Express ligne exploitée  par la société TMR SA , les Chemins de fer fédéraux (CFF) et le Saint-Bernard Express ligne exploitée par la société RegionAlps SA. Le Mont-Blanc Express permet de relier la vallée du Rhône et le canton du Valais à la vallée de Chamonix en France par une voie électrifiée comportant, sur le versant valaisan, une section  à crémaillère rendue indispensable en raison des dénivelés importants. Au-delà de la station du Châtelard, la ligne est électrifiée par un troisième rail et la traction se fait par simple adhérence contrairement à la section suisse où l'alimentation électrique se fait par caténaire et troisième rail. La ligne a été réalisée en voie métrique, plus étroite que la voie standard des CFF. Elle se poursuit au-delà de Chamonix, jusqu'à la station de Saint-Gervais-les-Bains, où elle rejoint le réseau ferroviaire français de la SNCF.